# Bój w dolinie Hazara
Bój w Dolinie Hazara lub zagłada 1. batalionu 682. pułku zmotoryzowanego (ros. trb. Gibiel 1-go batalona 682-go motostriełkowogo połka) – jeden z epizodów walk podczas radzieckiej interwencji w Afganistanie w czasie którego, 30 kwietnia 1984, wykonując zadania operacji „Panczszir-84” radziecki batalion piechoty zmotoryzowanej został zaatakowany i rozbity przez mudżahedinów Szaha Masuda w Dolinie Hazara (Dolina Pandższeru).

## Przebieg działań

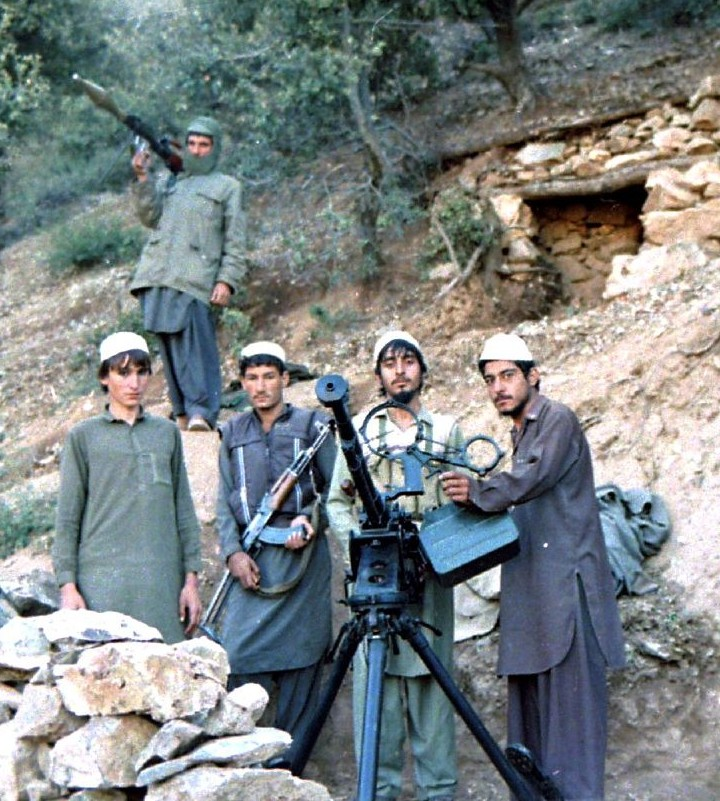
Mudżahedini Ahmad Szah Masuda

Wiosną 1984 oddziały radziecko-rządowe prowadziły w dolinie Panczsziru największą w historii wojny w Afganistanie operację przeciwko partyzantom Szacha Masuda. Jednym z jej elementów było przeczesywanie bocznych, mniejszych dolin Panczsziru, gdzie wyparci partyzanci szukali schronienia. Pod koniec kwietnia zadanie takie otrzymał w dolinie Hazara 1 batalion 682 pułku zmot. ze 108 dyw. zmot. pod dowództwem kpt. Aleksandra Koroliowa. Kiedy batalion podszedł do wejścia do doliny, otrzymał do d-cy pułku ppłk. Piotra Sumana rozkaz zajęcia w pierwszej kolejności wzgórz po obu stronach doliny, co zaczęła wykonywać 3. kompania batalionu. Wkrótce potem rozkaz ten został anulowany przez d-cę 108 dyw. gen. Wiktora Łogwinowa, który nakazał zajęcie doliny bez zapewnienia osłony z gór. Ppłk. Suman zakwestionował ten rozkaz, za co natychmiast został przez generała pozbawiony dowodzenia nad batalionem. W zamian d-ca dywizji obiecał Koroliewowi pełne wsparcie i osłonę Mi-24.
Rankiem 30 kwietnia o godz. 10.00 niepełny batalion (1 i 2 kompania – 220 ludzi) dwiema kolumnami po obu stronach rzeki Hazary rozpoczął marsz w głąb doliny. Nie posiadał osłony od strony gór ani z powietrza, ponieważ obiecane przez gen. Łogwinowa śmigłowce z niewiadomych przyczyn nie dotarły. Po przeczesaniu pierwszego kiszłaku (Meliwa), około południa oddział wyszedł na nieduży płaskowyż, gdzie dostał się w huraganowy ogień z broni strzeleckiej i moździerzy. Zajmujący dogodne pozycje na wzgórzach mudżahedini, prowadząc z trzech stron ogień krzyżowy, zaczęli zadawać Rosjanom dotkliwe straty. Dowódca batalionu idący na przedzie kolumny poległ w pierwszych minutach walki. Ogień snajperów szybko unieszkodliwił też większość oficerów (w sumie poległo ich 12). Po dwóch godzinach śmigłowce w końcu przybyły, jednak ostrzelane przez mudżahedinów z broni wielkokalibrowej – odleciały. Pojawiała się też para Su-25, jednak ich nalot nie uczynił większych szkód atakującym, którzy skryli się w licznych niedużych jaskiniach i skalnych szczelinach. Pod koniec dnia, kiedy mudżahedini wobec zapadających ciemności przerwali ostrzał i zaczęli się wycofywać, batalion w pełni utracił zdolność bojową. Jego ewakuacja zajęła kilka następnych dni. Około 25 żołnierzom udało się samodzielnie wydostać z doliny.

Idący z przodu radiotelegrafiści: kierujący ogniem artylerii (Sasza Babicz) i kierujący ogniem lotnictwa padli martwi, rażeni kulami. Ja również oberwałem, ranili mnie w obie nogi. Upadłem i zacząłem wykopywać duży kamień. Skąd miałem na to siły? Myślałem, że wszyscy zginiemy. Skuliłem się za tym kamieniem i kule zaczęły trafiać w niego, powodując odpryski. [...] Dowódca batalionu został ranny od razu. Upadł, ale ciągle dowodził batalionem. Widziałem jak łącznościowcy podbiegali do niego. Wzywał dowódcę puku i meldował, że batalion wpadł w zasadzkę i walczy. [...] Trafiła mnie trzecia kula, zaryłem nosem w ziemię i na jakiś czas straciłem przytomność. Nie wiem, ile tak przeleżałem, ale kiedy odzyskałem świadomość i zacząłem wołać dowódcę batalionu, szef łączności krzyknął, że nie żyje.

Do naszych chłopaków celnie strzelali snajperzy. A do nastania nocy mudżahedini i jacyś ludzie o europejskim wyglądzie, ubrani w sportowe dresy, zeszli do nas i zaczęli obrzucać granatami. Zbierali broń, dobijali rannych. Byłem ranny w nogę, ale mnie nie zauważyli – odeszli w góry...

## Po bitwie
Bój Dolinie Hazara przyniósł największe straty radzieckiego pododdziału w historii radzieckiej interwencji w Afganistanie poniesione w ciągu jednego dnia. Według różnych ocen było to od 57 do 87 zabitych (w tym d-ca batalionu kpt. Koroliow, który pomimo zranienia do końca dowodził swoimi żołnierzami) i 45–58 rannych. Stąd często nazywany jest „czarnym dniem” Armii Radzieckiej w Afganistanie.
D-ca 682 pułku, pomimo że był przeciwny skierowaniu pozbawionego osłony batalionu w głąb doliny, został postawiony przed sądem wojskowym, zdegradowany i przeniesiony na Białoruś, gdzie mieszka do dziś w Homlu. Gen. Łogwinow został usunięty ze stanowiska d-cy dywizji. Według relacji jednego z oficerów wiedział, na jakie ryzyko naraża batalion, posyłając go w głąb doliny bez ubezpieczenia. Chciał jednak zyskać na czasie i wykonać zadanie w wyznaczonym przez dowództwo terminie.
Od 2007 roku, corocznie 30 kwietnia w Bałabanowie (obw. kałuski) na grobie poległego d-cy batalionu kpt. Koroliowa zbierają się ocaleli żołnierze batalionu i rodziny poległych na nieformalnym zjeździe weteranów.

## Straty
Lista poległych żołnierzy radzieckich (niepełna):
- oficerowie i chorążowie

1. kpt. Koroliow Aleksandr
2. p.por. Aljabin Roman
3. p.por. Bugara Wiaczesław
4. p.por. Duda Igor
5. p.por. Gajworonski Wiktor
6. p.por. Iljaszenko Wiktor
7. kpt. Kirsanow Aleksandr
8. kpt. Kurdjuk Siergiej
9. p.por. Kutyriew Konstantin
10. chor. Moroz Nikołaj
11. chor. Siwokobylienko Władimir
12. kpt. Szczedrigin Wsiewołod
13. p.por. Szynkarienko Aleksandr

- podoficerowie i szeregowi

1. szer. Ałłaszow Zakir
2. kpr. Annagieldyjew Achmat
3. szer. Babicz Aleksandr
4. kpr. Bajkieiżeiew Matichaj
5. kpr. Chabibullin Iłgasz
6. szer. Chałchużajew Bachtijar
7. szer. Cyganiuk Walierij
8. szer. Dragancza Wasilij
9. szer. Dudkin Wiktor
10. szer. Gantimurow Siergiej
11. szer. Gorobiec Jurij
12. szer. Gynku Witalij
13. szer. Fiszelzon Alieksiej
14. kpr. Hetz Dmitrij
15. szer. Ibrahimow Israił
16. szer. Jesienbajew Żangeldy
17. szer. Junusow Bahtier
18. szer. Jusupow Junusali
19. szer. Kachidze Tengiz
20. sierż. Korzik Aleksandr
21. szer. Kraguliec Siergiej
22. szer. Łaziebnyj Nikołaj
23. sierż. Michajłow Władimir
24. sierż. Miczuda Wiktor
25. szer. Możow Siergiej
26. szer. Nurmatow Murzaił
27. szer. Ostapienko Oleg
28. sierż. Prokopiew Oleg
29. szer. Rażabow Sułtanbaj
30. szer. Rizmont Walierij
31. szer. Sadowoj Władimir
32. szer. Sapiego Fiodor
33. kpr. Swita Oleg
34. kpr. Sowdierow Behmuhammad
35. szer. Szapował Oleg
36. szer. Szewczenko Władimir
37. sierż. Tabakar Aleksandr
38. szer. Tabaszewski Władimir
39. kpr. Tasztiemirow Szawkat
40. szer. Udalcow Nikołaj
41. szer. Wiszniewski Aleksandr